# Енимъл Планет
Енимъл Планет (на английски: Animal Planet) е името на излъчван по целия свят телевизионен канал, чиито програми излъчват главно научнопопулярни и документални филми. Собственост на компанията Дискавъри. На 1 септември 2007 г. стартира и в HD-формат.

## Характеристика
Енимъл Планет е основана на 1 октомври 1996 г. Енимъл Планет е световен телевизионен канал, част от Дискавъри Нетуъркс. Енимъл Планет е единственият канал в България, който показва истински истории от животинския свят. Динамиката и характерните особености на различните животни са пресъздадени чрез богата гама от жанрове. Историите разказват както за дивите животни, така и за домашни любимци. Основната аудитория на канала са зрители на възраст между 25 и 54 години. Енимъл Планет се излъчва в България с български субтитри.